# Ola Toivonen
Pour les articles homonymes, voir Toivonen.
Nils Ola Toivonen, né le 3 juillet 1986 à Degerfors en Suède, est un footballeur international suédois, ayant évolué au poste d'attaquant ou de milieu de terrain.
Ola Toivonen fait ses débuts au Degerfors IF, club dont son père est le président, et s'affirme rapidement comme un bon espoir du football suédois. Après avoir fait ses débuts en troisième puis en deuxième division avec Degerfors, il s'affirme en Allsvenskan, l'élite avec l'Örgryte IS puis le Malmö FF, ce qui lui vaut sa première sélection en équipe nationale de Suède, début 2007.
Transféré au PSV Eindhoven en 2009, il s'y affirme peu à peu comme titulaire, marquant 60 buts en Eredivisie tout en étant aligné le plus souvent au milieu de terrain. Des performances qui lui valent d'être régulièrement titularisé en équipe de Suède, participant ainsi à l'Euro 2012. Après avoir notamment remporté la Coupe des Pays-Bas en 2012 avec le PSV, en tant que capitaine, il choisit de rejoindre la France pour signer au Stade rennais en janvier 2014.
Polyvalent, doté d'un physique massif, grand par la taille, il est réputé pour ses qualités techniques, tactiques et de frappe de balle, mais également pour ses excès d'engagement, récoltant ainsi plusieurs matchs de suspension durant sa carrière.

## Biographie

### Enfance et débuts (1986-2003)
Nils Ola Toivonen naît le 3 juillet 1986 à Degerfors, l'une des communes du comté d'Örebro, dans le centre de la Suède. Alors que sa mère Margareta est Suédoise, son père, Yrjö Toivonen, est originaire de Riihimäki, en Finlande. Ce dernier émigre en Suède alors qu'il est enfant, et s'installe à Degerfors après avoir transité par la Norvège. Ola est le plus jeune des trois enfants de la famille Toivonen : son frère Petter et sa sœur Lisa ont respectivement dix et huit ans de plus que lui. Ola n'est pas le seul à jouer au football : Yrjö Toivonen a joué au sein du club local, le Degerfors IF, avec Sven-Göran Eriksson comme entraîneur, Lisa pratique ce sport durant douze ans, tandis que Petter passe professionnel et joue brièvement en Grèce,. Après sa carrière de joueur, Yrjö Toivonen devient président du Degerfors IF, et c'est logiquement qu'Ola Toivonen y fait ses débuts. « Degerfors est une ville spéciale », juge Toivonen avec le recul, en 2014, « une toute petite ville où tout tourne autour de l'usine et du football. Il n'y avait pas grand chose à faire d'autre. C'est pour ça qu'on avait une bonne équipe ».

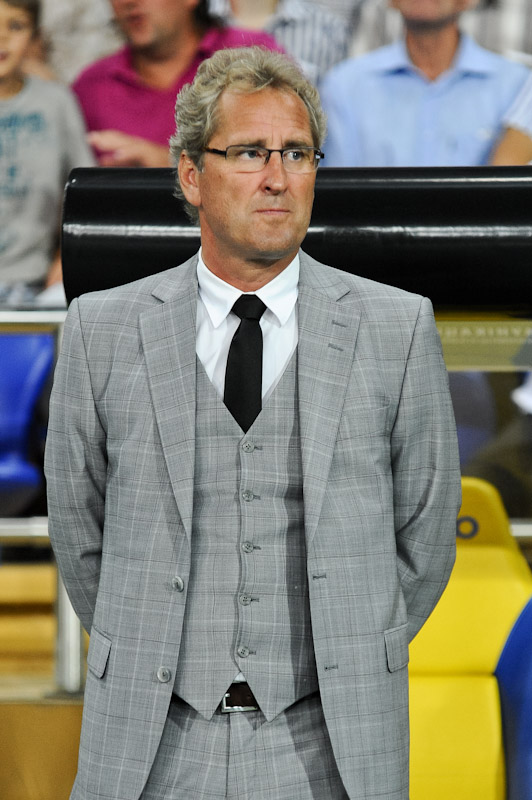
Erik Hamrén, ici en 2011, découvre Ola Toivonen à l'âge de 8 ans.

En 1994, un an après que Degerfors ait réussi à remporter la Coupe de Suède, Erik Hamrén est engagé comme entraîneur par Yrjö Toivonen. Habitant une maison voisine de celle de la famille Toivonen, le technicien fait alors la connaissance d'Ola, âgé de huit ans. Ola Toivonen réalise l'ensemble de sa formation à Degerfors, et y découvre le football professionnel. Lors de la saison 2003, âgé de dix-sept ans, il fait ses débuts avec l'équipe première en troisième division suédoise, et dispute deux rencontres. Quelques mois plus tard, Hamrén l'invite à venir s'entraîner à l'AaB Ålborg, club danois dont il est devenu l'entraîneur, mais Toivonen reste finalement à Degerfors.

### Début de carrière en Suède (2004-2008)

#### Révélation à Degerfors puis à Örgryte (2004-2006)
Évoluant en troisième division depuis 2000, après avoir subi deux relégations — la première en 1997 —, le Degerfors IF tente alors de remonter à l'étage supérieur du championnat suédois. Second de son groupe en 2003, le club parvient à obtenir sa promotion à l'issue de la saison 2004, durant laquelle Toivonen marque trois buts en douze apparitions, au prix d'une victoire en barrage face à l'Umeå FC. En 2005, Toivonen découvre ainsi la Superettan, et participe au maintien de son club à ce niveau. Il marque cinq buts en vingt-trois matchs disputés durant la saison. À dix-neuf ans, ses performances attirent les regards des observateurs. Après avoir évolué en équipe nationale dans différentes catégories d'âges, il est ainsi convoqué pour la première fois en équipe de Suède espoirs par Tommy Söderberg en décembre 2005, et fait l'objet de convoitises de plusieurs clubs jouant en Allsvenskan, l'élite du championnat suédois. Après avoir reçu des offres de l'AIK, du Halmstads BK et de l'Örgryte IS, il choisit finalement de signer en faveur de ce dernier en décembre 2005.
Révélé à Degerfors, Toivonen est désigné par la presse suédoise comme l'un des joueurs à suivre lors de l'édition 2006 du championnat. Avec Örgryte, Toivonen fait ses débuts en première division suédoise, et marque ses premiers buts dans l'élite. En 25 matchs disputés durant la saison, il marque six buts et donne deux passes décisives. À l'issue du championnat, l'Örgryte IS termine dernier du classement, et est relégué en Superettan. Néanmoins, Toivonen est élu révélation de l'année, à l'issue d'un vote où il était en concurrence avec Viktor Elm, Ajsel Kujović (en) et Andrés Vásquez. Un mois auparavant, Toivonen prend également part aux barrages qualificatifs pour l'Euro espoirs 2007 avec l'équipe de Suède. Après s'être imposés au match aller trois buts à zéro face à la Serbie-et-Monténégro, les Suédois s'inclinent lourdement à domicile, cinq buts à zéro, et sont éliminés. Lors de ces deux rencontres, il reste sur le banc des remplaçants, Samuel Holmén et Dusan Djuric lui étant notamment préférés,.

#### Débuts éphémères en équipe nationale et affirmation progressive à Malmö (2007-2008)
Deux mois après l'élimination de la Suède de l'Euro espoirs, Ola Toivonen est appelé pour la première fois en équipe de Suède par le sélectionneur Lars Lagerbäck, le 12 décembre 2006. Il fait partie d'un groupe grandement remanié, retenu pour une tournée d'hiver en Amérique du Sud, Lagerbäck souhaitant donner leur chance à des joueurs ne faisant habituellement pas partie de l'équipe nationale,. Ainsi, le 15 janvier 2007, âgé de 20 ans, Toivonen honore sa première cape internationale face au Venezuela. Titularisé en attaque au côté de Daniel Nannskog, sur la pelouse du stade José Pachenco Romero de Maracaibo, il est remplacé à l'heure de jeu par Rade Prica. La Suède s'incline deux buts à zéro, et la prestation de Toivonen est jugée décevante par la presse.
Ne souhaitant pas rejouer en Superettan, et alors qu'il lui reste plusieurs années de contrat le liant à Örgryte, Toivonen fait l'objet de nombreuses rumeurs de transfert durant l'hiver 2006-2007. Révélation de la saison précédente, il est courtisé par plusieurs clubs d’Allsvenskan, mais Örgryte souhaite récupérer une forte somme contre son transfert. Alors que le Helsingborgs IF souhaite fortement le faire signer, Toivonen décide finalement d'opter pour le Malmö FF, qui annonce officiellement son transfert le 29 décembre 2006, avec la signature d'un contrat de quatre ans. À Malmö, il doit entrer en concurrence au poste de meneur de jeu avec Jari Litmanen, qui est toutefois souvent blessé,. Toivonen explique à sa signature souhaiter découvrir les coupes européennes dans un délai de deux ans,. Durant l'intersaison, la presse fait état d'une blessure au genou contractée l'été précédent, qui ne l'avait cependant pas empêché de jouer. Malgré cela, le transfert de Toivonen à Malmö est validé après passage de la visite médicale.
Commençant la saison comme titulaire, Toivonen marque son premier but sous les couleurs de Malmö le 28 avril 2007 contre l'AIK, à l'occasion d'une victoire quatre buts à zéro,. Néanmoins, les résultats de Malmö ne sont pas à la hauteur de ses ambitions de début de saison, et Toivonen, comme ses coéquipiers, fait l'objet de critiques dans la presse et par ses supporters. Auteur de deux buts en avril et mai, il reste ensuite muet jusqu'en août, et totalise finalement trois buts et trois passes décisives à l'issue de la saison,. Malmö termine à la neuvième place du classement, à l'issue d'un exercice jugé décevant, et son entraîneur Sören Åkeby (en) n'est pas conservé, remplacé par Roland Nilsson.
Lors de la saison 2008, si Malmö réussit de nouveau une saison moyenne, terminée à la sixième place du classement, Ola Toivonen s'impose comme le meilleur joueur offensif de son équipe. Toujours positionné au milieu, il termine pourtant meilleur buteur du Malmö FF avec quatorze réalisations, auxquelles s'ajoutent sept passes décisives,. Dès l'été 2008, les performances de Toivonen sont remarquées par les recruteurs de clubs étrangers. Apparaissent alors des rumeurs de l'intérêt du club danois de Brøndby IF, ainsi que de plusieurs formations néerlandaises,. Durant l'automne, il est supervisé à plusieurs reprises par des dirigeants du PSV Eindhoven, notamment l'entraîneur Huub Stevens et le recruteur Luc Nilis. Les deux clubs négocient ensuite longuement, et début décembre, le joueur explique publiquement qu'il souhaite quitter Malmö pour rejoindre le PSV, se disant prêt à partir à l'étranger, dans un championnat qui lui convient et où évoluent de nombreux joueurs suédois.

### Épanouissement puis déclin au PSV (2009-2014)

#### Des débuts enEredevisieà l'Euro espoirs (2009)

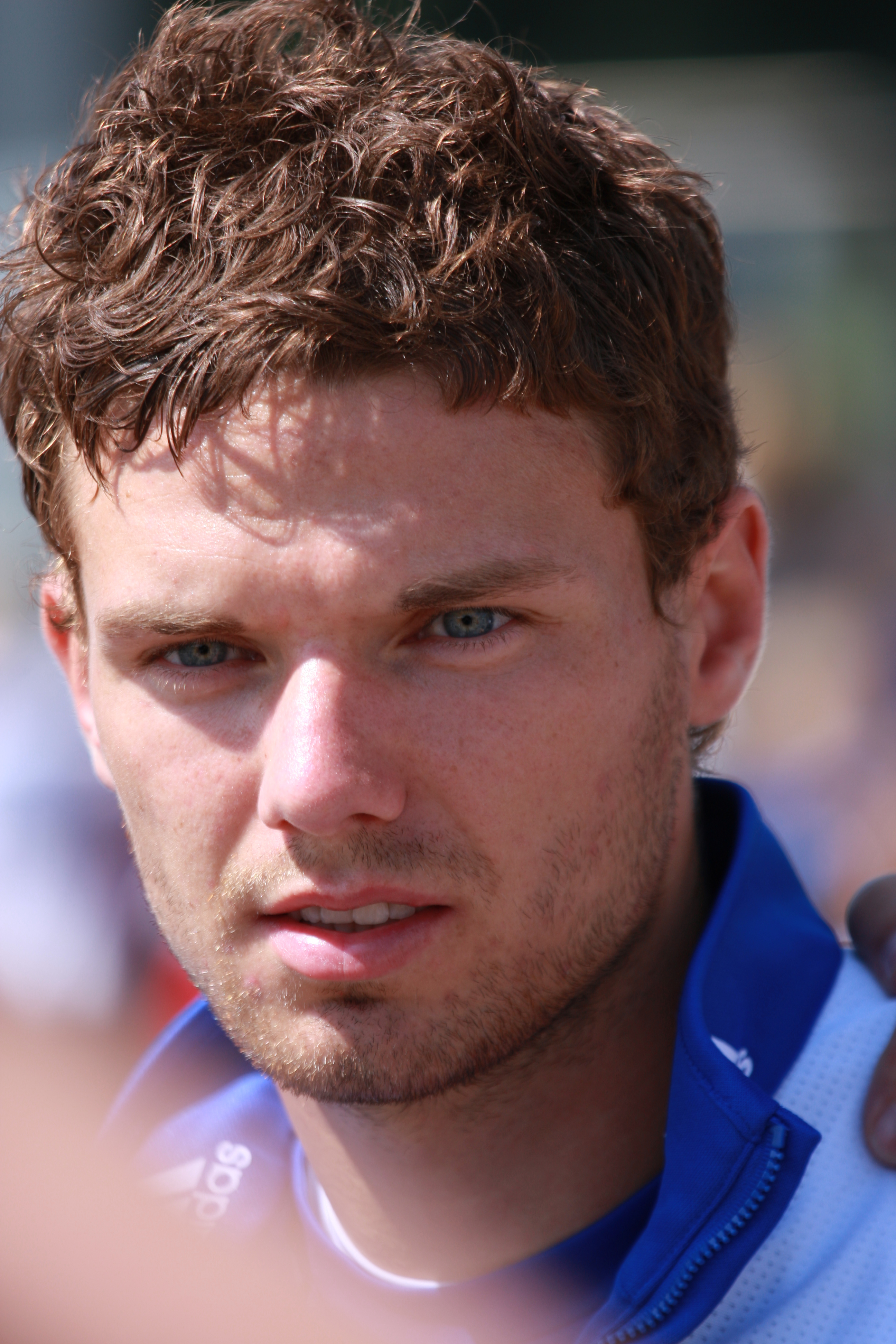
Marcus Berg, partenaire d'attaque de Toivonen durant l'Euro espoirs 2009.

Après plusieurs semaines de négociations, le PSV Eindhoven annonce le 14 janvier 2009 avoir trouvé un accord avec le Malmö FF pour le transfert d'Ola Toivonen. De fait, dès le lendemain, le joueur rejoint son nouveau club et signe son contrat de trois ans et demi. Participant immédiatement à son premier entraînement, il rejoint à Eindhoven un autre Suédois, le gardien de but Andreas Isaksson, arrivé au PSV un an et demi auparavant, et membre de l'équipe de Suède depuis 2002,. Un peu plus d'une semaine après son arrivée, Toivonen fait ses débuts en compétition, titularisé contre le NAC Breda en Eredivisie, le championnat des Pays-Bas. Le match se termine sur un score de parité deux buts partout, et Toivonen est remplacé en fin de match par Danny Koevermans.
Deux semaines après son arrivée à Eindhoven, les débuts de Toivonen sont marqués par la démission de Huub Stevens du poste d'entraîneur du PSV. Le technicien motive sa décision par le sentiment de ne pas recueillir l'adhésion de ses joueurs, après six mois à la tête de son groupe. Il est remplacé pour la fin de la saison par son adjoint Dwight Lodeweges. Cinq jours après ce changement à la tête de l'équipe, le PSV l'emporte sur le terrain de De Graafschap par trois buts à zéro. À cette occasion, Toivonen marque son premier but aux Pays-Bas, sur un service d'Ibrahim Afellay, et donne deux passes décisives à celui-ci en retour. Lors des deux matchs suivants, il marque également contre l'ADO La Haye puis le FC Volendam. Lors de ce dernier match à Volendam, Toivonen récolte aussi un premier carton rouge, consécutif à un coup de coude jugé comme volontaire par l'arbitre. Cette expulsion lui vaut deux matchs de suspension,. Au total, lors de sa première demi-saison au PSV, Toivonen marque six buts et donne cinq passes décisives en l'espace de quatorze matchs. Champion des Pays-Bas en titre, le PSV termine quatrième au classement, et cède donc sa couronne à l'AZ Alkmaar.
En conclusion à la saison 2008-2009, Ola Toivonen participe en juin au championnat d'Europe espoirs avec l'équipe de Suède. Ayant été désignée pays organisateur, celle-ci est qualifiée d'office pour la phase finale, sans avoir à passer par les qualifications. Titulaire durant l'intégralité du tournoi, Toivonen se montre décisif lors de chaque rencontre disputée. En match d'ouverture contre la Biélorussie, il donne à Marcus Berg l'un de ses trois buts du match, réussissant une passe décisive d'une balle piquée ; face à l'Italie, il réduit l'écart en fin de rencontre d'une frappe puissante, après que Mario Balotelli puis Robert Acquafresca aient donné deux buts d'avance aux Italiens ; puis il marque un second but contre la Serbie, profitant d'une passe transversale de Rasmus Elm et des erreurs défensives de Jagoš Vuković puis de Nemanja Pejčinović,. Qualifiés pour les demi-finales, les Suédois y sont éliminés par l'Angleterre, au Gamla Ullevi : menés trois buts à zéro à la mi-temps, les joueurs de Tommy Söderberg parviennent à remonter leur retard grâce à un doublé de Berg et un but de Toivonen. L'équipe anglaise se qualifie à l'issue d'une séance de tirs au but au cours de laquelle Toivonen transforme sa tentative, tandis que Marcus Berg et Guillermo Molins échouent.

#### Retour en équipe de Suède (2009-2010)
Les performances d'Ola Toivonen avec le PSV Eindhoven et avec les espoirs lui permettent de retrouver l'équipe nationale de Suède à l'été 2009, deux ans et demi après y avoir fait ses débuts. Sélectionné par Lars Lagerbäck, qui justifie son choix par les progrès réalisés par Toivonen dans le jeu, il honore sa troisième cape internationale en amical contre l'équipe de Finlande : Toivonen remplace à l'heure de jeu Johan Elmander, unique buteur de la rencontre. Joué en préparation aux quatre derniers matchs de la Suède dans le cadre des éliminatoires de la Coupe du monde 2010, ce match ne permet pas à Toivonen de gagner sa place. Rappelé par Lagerbäck en septembre, il reste sur le banc des remplaçants contre la Hongrie (victoire suédoise deux buts à un), puis face à Malte (succès scandinave par un but à zéro),. Absent lors des deux dernières rencontres en octobre, il ne joue aucun rôle dans l'élimination des Suédois, battus par le Danemark et éliminés du Mondial. À la suite de cet échec, Lars Lagerbäck démissionne de son poste de sélectionneur, qu'il occupait depuis 2000.

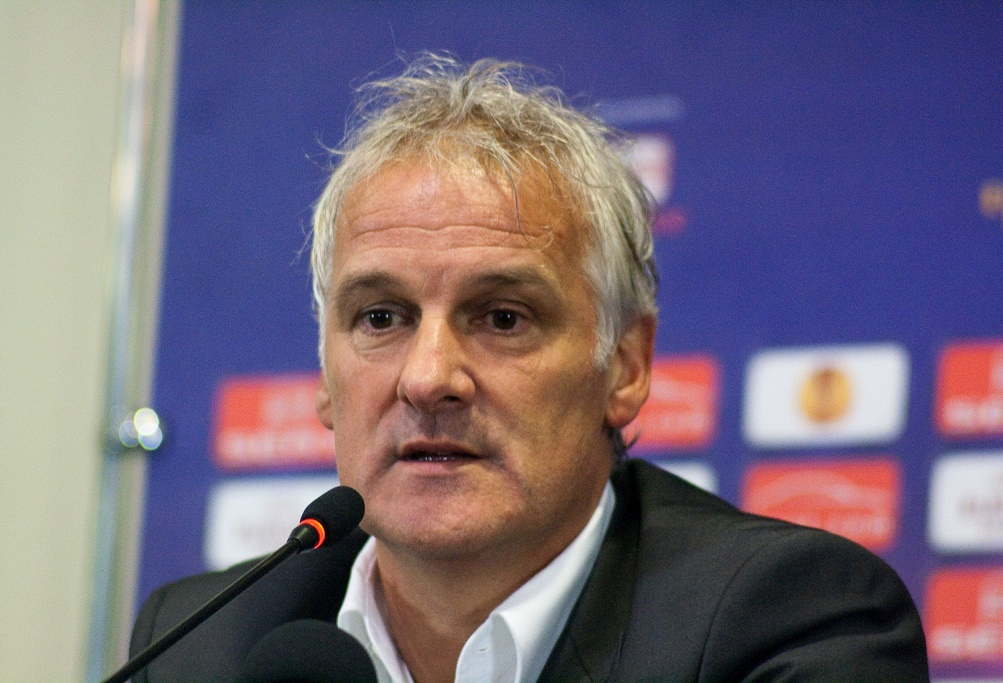
Fred Rutten, entraîneur de Toivonen au PSV de 2009 à 2012.

Au PSV Eindhoven, l'été 2009 est également synonyme de changement : à l'issue de son intérim de six mois, Dwight Lodeweges part entraîner le NEC Nimègue. Il est remplacé à la tête de l'équipe par Fred Rutten. S'il marque deux buts et donne une passe décisive à Nordin Amrabat contre le VVV Venlo, en ouverture de la saison,, Toivonen connaît un début d'automne compliqué, Rutten choisissant à plusieurs reprises de lui faire commencer les rencontres comme remplaçant. Malgré cela, le 8 novembre 2009, le Suédois parvient à marquer un quadruplé face à l'ADO La Haye, lors d'une victoire acquise sur le score de cinq buts à un,. Durant la saison, Toivonen fait également ses débuts en compétitions européennes, grâce à la participation du PSV à la Ligue Europa 2009-2010. Sorti en tête de sa poule, devant le FC Copenhague, le Sparta Prague et le CFR Cluj, le club néerlandais est éliminé en seizièmes de finale par le Hambourg SV, futur demi-finaliste. Vainqueur un but à zéro, chez lui, à l'aller, le club allemand s'incline trois buts à deux à Eindhoven, mais se qualifie au bénéfice des buts marqués à l'extérieur. Lors du match retour, Toivonen marque son premier but en coupe d'Europe à la deuxième minute du match, poussant dans le but vide un centre-tir de Danko Lazović. En championnat, le PSV termine à la troisième place, derrière le FC Twente et l'Ajax Amsterdam. Toivonen totalise treize buts et quatre passes décisives à l'issue de la saison, principalement obtenus durant l'hiver.
En novembre 2009, pour remplacer Lars Lagerbäck démissionnaire, la fédération suédoise décide de nommer Erik Hamrén sélectionneur de l'équipe nationale. Le 9 novembre, il rend publique sa première liste de joueurs, retenus pour un match amical face à l'Italie. Ola Toivonen, que connaît Hamrén depuis son passage à Degerfors en 1994, fait partie de cette première liste. Après avoir remplacé Tobias Hysén en fin de rencontre face à l'Italie, Ola Toivonen s'impose ensuite comme un titulaire en équipe de Suède. Le 29 mai 2010, il marque son premier but international, à l'occasion d'un match amical disputé contre la Bosnie-Herzégovine au Råsunda de Solna, réceptionnant de la tête un centre de Behrang Safari. Lors de ce même match, il donne également sa première passe décisive en équipe de Suède, pour un but marqué par Marcus Berg.

#### Affirmation au PSV et qualification pour l'Euro (2010-2011)

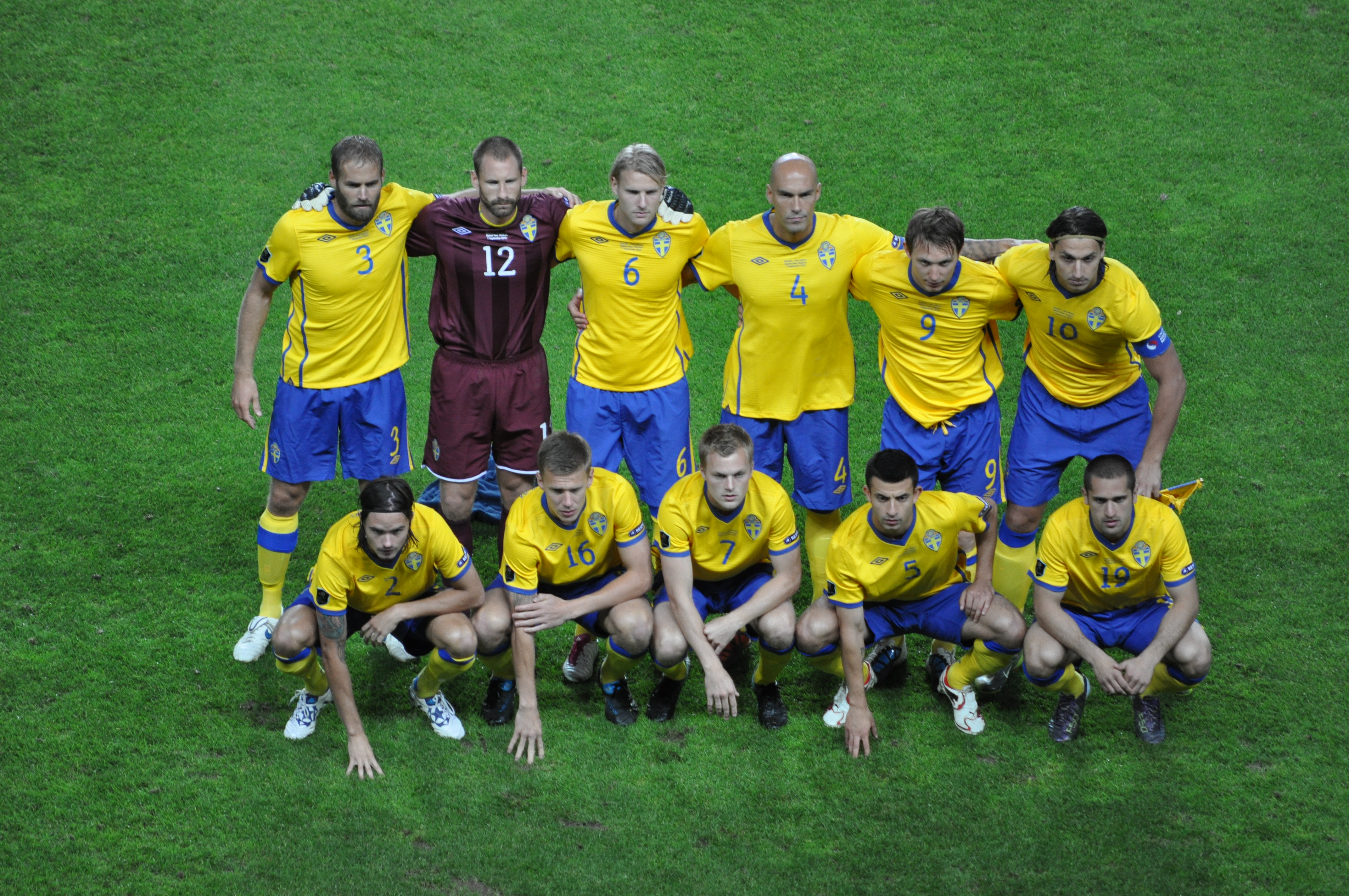
Toivonen titulaire avec la Suède lors des éliminatoires de l'Euro 2012.

À la suite de la série de matchs amicaux qui précédent la Coupe du monde 2010, pour laquelle elle n'est pas qualifiée, l'équipe de Suède entame les éliminatoires de l'Euro 2012 en septembre 2010. Lors de celles-ci, Ola Toivonen participe à neuf des dix rencontres qualificatives disputées par les Scandinaves, dont sept comme titulaire. Aligné le plus souvent en attaque aux côtés de Johan Elmander et Zlatan Ibrahimović, il marque deux buts. Le 3 juin 2010, face à la Moldavie, Toivonen ouvre la marque, et donne ensuite une passe décisive à Elmander, tandis que, seize mois plus tard, il inscrit le but de la victoire suédoise face aux Pays-Bas (succès trois buts à deux), lors du dernier match qualificatif. Décisif, ce but permet à la Suède de se qualifier pour l'Euro 2012 en tant que meilleur deuxième des éliminatoires.
En club, contrairement à l'année précédente, Ola Toivonen parvient à se montrer décisif tout au long de la saison 2010-2011. Néanmoins, comme en 2009, l'international suédois réussit particulièrement son entame de championnat, marquant cinq buts lors des deux premières journées, avec un doublé contre le SC Heerenveen, et un triplé réussi en l'espace de trente minutes contre De Graafschap. Avec quinze réalisations en Eredivisie à l'issue de la saison, il obtient le deuxième meilleur total du PSV Eindhoven dans ce domaine, derrière le Hongrois Balázs Dzsudzsák, et y ajoute huit passes décisives. Sa saison est néanmoins ternie par une suspension de quatre matchs, dont Toivonen écope après avoir administré un coup de coude à Jan Vertonghen, lors d'une rencontre disputée le 27 février 2011 contre l'Ajax Amsterdam. N'ayant pas été vu par l'arbitre du match, ce geste est sanctionné a posteriori par les instances néerlandaises,. Sur la scène européenne, le PSV participe de nouveau à la Ligue Europa. Sorti de sa poule qualificative, le club néerlandais élimine successivement le LOSC Lille, avec un but de Toivonen au match aller, puis le Rangers FC, mais chute en quarts de finale face au Benfica Lisbonne. Toivonen est absent des deux rencontres face au club portugais, disputées juste après la fin de sa suspension, victime d'une légère blessure à la cuisse.

#### Du capitanat à l'Euro (2011-2012)
En juillet 2011, deux ans et demi après son arrivée à Eindhoven, Ola Toivonen est nommé capitaine du PSV par Fred Rutten, qui retire du même coup cet honneur au milieu de terrain Orlando Engelaar. Toivonen conserve ce statut durant une saison, jusqu'à l'arrivée de Mark van Bommel à l'été 2012. Capitaine du PSV de 2000 à 2005, ce dernier reprend alors le brassard de capitaine. Le changement de statut de Toivonen est le prélude à la prolongation du contrat qui le lie au PSV. Le 2 novembre 2011, le PSV annonce la signature de l'international suédois pour deux saisons supplémentaires, portant son engagement jusqu'en 2014. Cette prolongation vient mettre un terme à plusieurs mois où le futur du joueur est sujet à spéculations. Par ses performances, lors de la saison 2010-2011, Toivonen suscite l'intérêt de plusieurs clubs. Successivement, le Liverpool FC via Roy Hodgson et Kenny Dalglish, le Real Madrid via José Morais ou encore le Tottenham Hotspur viennent le superviser lors de ses matchs,,,,, mais le PSV souhaite conserver son joueur et ferme la porte à un transfert. « Le seul regret que j'ai de mon époque au PSV, c'est de ne pas m'être battu avec le club pour qu'il me laisse partir à Liverpool, qui avait fait deux offres », juge Toivonen a posteriori, en 2014.
Étrennant son nouveau statut de capitaine, Ola Toivonen réussit à battre son record de buts dans une même saison, marquant à dix-huit reprises en Eredivisie, ce qui lui vaut la sixième place du classement des buteurs, auxquels s'ajoutent six buts inscrits en Ligue Europa. Malgré cela, le PSV connaît une nouvelle saison mitigée, terminant au classement derrière l'Ajax Amsterdam et le Feyenoord Rotterdam. Le 12 mars 2012, Fred Rutten est ainsi démis de ses fonctions d'entraîneur, après avoir concédé trois défaites d'affilée en championnat, et face au Valence CF en huitièmes de finale de la compétition européenne. Il est remplacé par son adjoint Philip Cocu. Sous la direction de ce dernier, le PSV parvient à remporter la Coupe des Pays-Bas, le 8 avril 2012, face à Heracles Almelo. Lors de ce match, disputé au stade De Kuip, Ola Toivonen ouvre le score à la demi-heure de jeu, sur une passe de Zakaria Labyad. Deux autres buts, de Dries Mertens, puis de Jeremain Lens, permettent au PSV de l'emporter trois buts à zéro, et de reconquérir un trophée qui lui échappait depuis 2005.

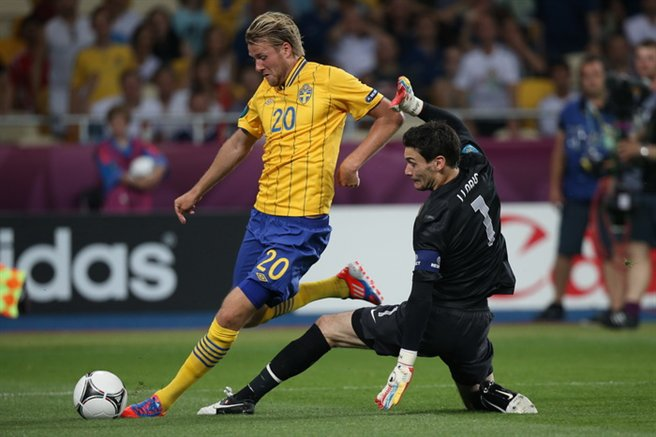
Toivonen face à Hugo Lloris durant l'Euro 2012.

Dans la foulée de son succès en coupe, Ola Toivonen participe avec l'équipe de Suède au Championnat d'Europe 2012, disputé en Pologne et en Ukraine. Devenu membre régulier de la sélection, la présence de Toivonen pour sa première grande phase finale internationale est assurée avec l'annonce des joueurs retenus par Erik Hamrén, le 14 mai 2012. Lors du premier match de poule, disputé le 11 juin 2012 par la Suède face à l'équipe d'Ukraine qui évolue à domicile au stade olympique de Kiev, Toivonen est titularisé en attaque aux côtés de Zlatan Ibrahimović, de Markus Rosenberg et de Sebastian Larsson. Malgré l'ouverture du score du premier cité, l'Ukraine s'impose finalement grâce à un doublé d'Andriy Chevtchenko. Positionné côté gauche, peu convaincant, Toivonen est remplacé à l'heure de jeu par Anders Svensson,. Quatre jours plus tard, la Suède affronte l'Angleterre. Menés au score après un but d'Andy Carroll, les Suédois reviennent par un but contre son camp de Glen Johnson puis prennent l'avantage grâce à Olof Mellberg, mais Theo Walcott puis Danny Welbeck finissent par donner la victoire à l'Angleterre, et éliminent la Suède de la compétition. Toivonen, laissé sur le banc des remplaçants au profit de Johan Elmander, ne participe pas à la rencontre. Le 19 juin 2012, la Suède finit par s'offrir un succès dans sa poule, en dominant la France deux buts à zéro, grâce à des réalisations d'Ibrahimović et de Svensson. Revenant à un schéma expérimenté lors des éliminatoires, Erik Hamrén titularise Toivonen en pointe, au côté d'Ibrahimović. À ce poste, le joueur du PSV Eindhoven ne marque pas, mais l'une de ses frappes trouve le poteau lors d'un duel avec le gardien français Hugo Lloris en première mi-temps.

#### Fin de la période néerlandaise (2012-2014)
De retour de l'Euro, Ola Toivonen retrouve le PSV Eindhoven, où Dick Advocaat remplace Philip Cocu au poste d'entraîneur. Ce dernier reste toutefois au club, prenant en main les équipes de jeunes. Après le succès en Coupe des Pays-Bas la saison précédente, les Boeren remportent un nouveau trophée, en battant l'Ajax Amsterdam lors de la Supercoupe des Pays-Bas, par quatre buts à deux, le 5 août 2012. Lors de ce match, Toivonen marque deux des quatre buts du PSV, Dries Mertens et Georginio Wijnaldum inscrivant les deux autres. Commencée avec trois buts en sept matchs de championnat, la saison de l'attaquant suédois est vite interrompue par une grosse blessure. À la mi-octobre, lors d'un entraînement avec la sélection suédoise, il est victime d'une déchirure d'un tendon aux ischio-jambiers, qui l'oblige à une opération chirurgicale, et l'immobilise durant de longs mois,. Il fait finalement son retour au début du mois de mars 2013, rentrant en jeu à la place de Dries Mertens, lors d'un succès du PSV face au VVV Venlo. Bouclée à la deuxième place en championnat, derrière l'Ajax, la fin de saison du PSV est marquée par sa deuxième participation consécutive à la finale de la Coupe des Pays-Bas, mais cette fois-ci, il s'incline contre l'AZ Alkmaar (deux buts à un). Titularisé en soutien de Jürgen Locadia, Toivonen cède sa place à Wijnaldum en fin de match, sans s'être montré décisif.
À un an de la fin du contrat qui les lie jusqu'en 2014, les relations entre Toivonen et le PSV Eindhoven se tendent durant l'été 2013. L'attaquant ne souhaite pas prolonger son contrat, ce qui pousse son club à vouloir son transfert, afin de récolter une indemnité financière, sous peine de le laisser sur le banc,. En juin, le PSV trouve un accord avec le club anglais de Norwich,,, mais le joueur refuse finalement ce transfert. N'ayant pas cédé à l'ultimatum imposé par son club, Toivonen commence la saison 2013-2014 avec le statut de remplaçant au sein de l'effectif. Il n'est ainsi titularisé qu'à sept reprises par Philip Cocu — qui remplace Dick Advocaat à l'été 2013 — en dix-neuf journées de championnat disputées lors du début de saison.
Mis en difficulté par sa blessure et par sa situation au PSV, Toivonen ne joue pas un rôle majeur pour l'équipe de Suède dans la campagne de qualifications pour la Coupe du monde 2014. Il ne dispute ainsi que cinq des dix matchs de poule qualificatifs, dont trois comme titulaire, et ne parvient pas à se montrer décisif. Deuxième de son groupe derrière l'Allemagne, la Suède a l'occasion de se qualifier en disputant un barrage contre le Portugal, mais elle est battue par deux fois, au stade de la Luz comme au stade de l'Amitié, et est éliminée de la compétition. Retenu pour cette double confrontation, Ola Toivonen reste sur le banc des remplaçants lors de ces deux rencontres, Johan Elmander lui étant préféré,.

### Passage dans le championnat français (2014-2018)

#### Stade rennais (2014-2016)

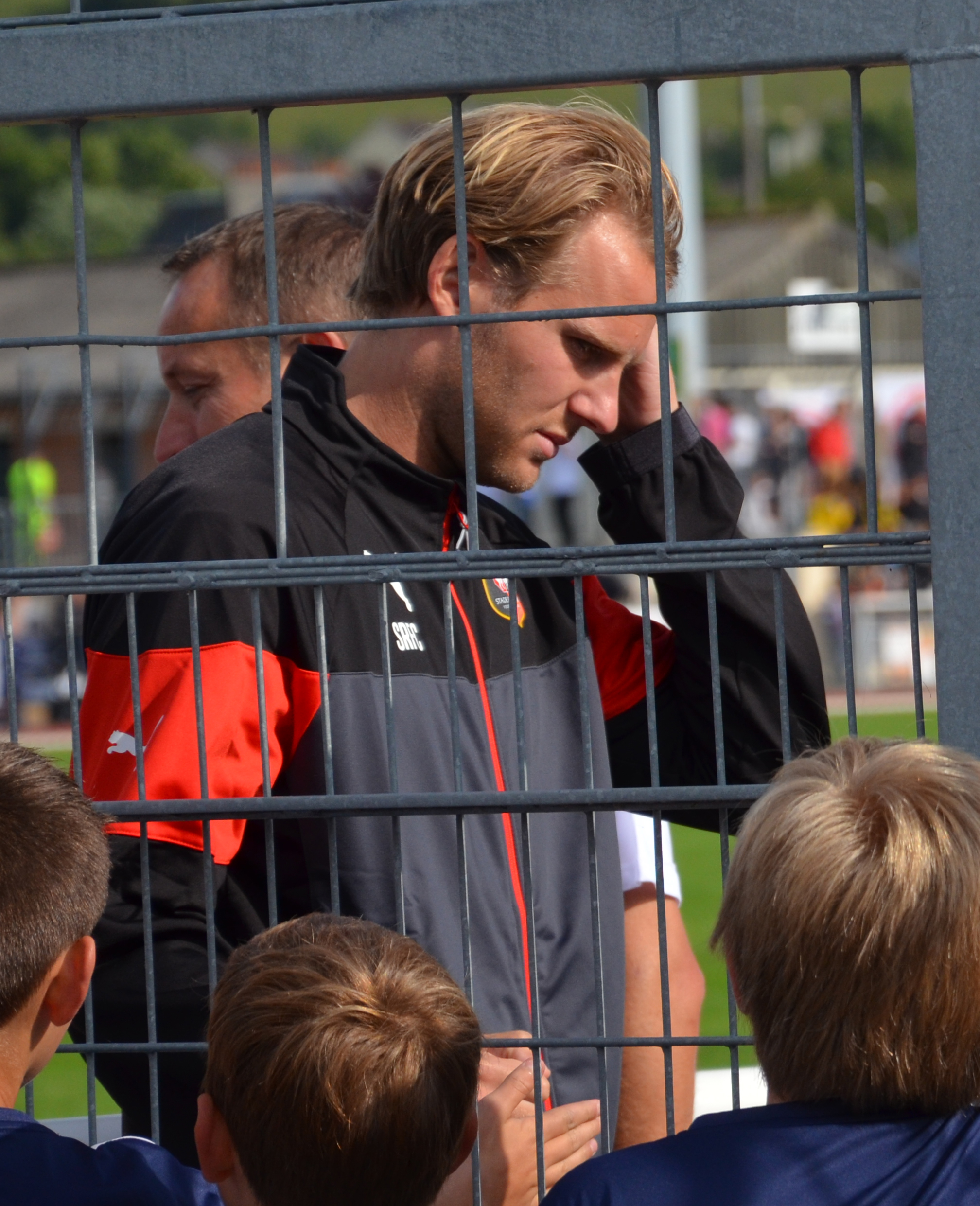
Ola Toivonen en juillet 2014.

Lors du mercato hivernal, à six mois de la fin de son contrat, le PSV Eindhoven cherche de nouveau à obtenir le transfert de son joueur. Finalement, le 21 janvier 2014, Toivonen, le club néerlandais et le Stade rennais trouvent un accord pour un transfert, et le joueur signe un contrat de trois ans et demi en faveur du club français. En Bretagne, au sein d'un club qui lutte pour son maintien en Ligue 1, son arrivée est très attendue, et elle perpétue une tradition de joueurs suédois, Andreas Isaksson, Kim Källström, Petter Hansson et Erik Edman y ayant notamment évolué avant lui. Titularisé contre le LOSC Lille quelques jours après son arrivée, Toivonen est installé par son entraîneur Philippe Montanier à la pointe de l'attaque rennaise. À ce poste, il devient rapidement incontournable, marquant notamment quatre buts lors de ses cinq premiers matchs, dont un doublé face au Montpellier HSC,. Auteur d'un but en demi-finale, contre le SCO Angers, il participe au parcours de son club en Coupe de France mais, titulaire au stade de France, il n'empêche pas la défaite de son équipe contre l'En Avant de Guingamp. Auteur de sept buts pour ses premiers mois en Bretagne, il réussit néanmoins à transformer le visage de son équipe dans le secteur offensif, contribuant fortement à son maintien en Ligue 1.
S'il affirme ne pas être opposé à un départ de Rennes en mai 2014, Ola Toivonen commence la saison suivante sous les couleurs du club breton. Ainsi, il marque trois buts lors des quatre premières journées de championnat, dont un doublé contre Évian Thonon Gaillard. Toivonen commence également, avec l'équipe de Suède, les éliminatoires de l'Euro 2016. Face à la Russie, le 9 octobre 2014, il marque le but égalisateur (match nul un but partout), mais se blesse aux ischio-jambiers,. En convalescence durant un mois, il laisse alors le poste d'attaquant titulaire du Stade rennais à Habib Habibou, avant de retrouver sa place fin novembre.

#### Prêt à Sunderland AFC  (2015-2016)
Le 28 août 2015, Toivonen est prêté pour une saison au Sunderland AFC, sans option d'achat. Titulaire lors des premières journées de championnat, il se montre peu décisif et est relégué sur le banc dû au changement progressif du dispositif tactique ; le club termine la saison avec 4-1-4-1 privilégiant l'apport offensif de Jermaine Defoe,. Il est toutefois titulaire lors des matches de coupe mais n'empêche pas les éliminations prématurées du club face à Arsenal en Coupe d'Angleterre et Manchester City en Coupe de la Ligue,. Après la mi-saison, il est envoyé à deux reprises chez les moins de 21 ans du club et marque notamment un doublé contre Everton. Ses mauvaises performances lui compromettent ainsi sa place en sélection : il ne fait pas partie du groupe sélectionné par Erik Hamrén pour le championnat d'Europe en juin.

#### Toulouse FC (2016-2018)
Le 4 août 2016, Ola Toivonen est transféré au Toulouse Football Club, avec lequel il signe un contrat de trois ans dans le cadre d'un transfert estimé à 1,5 million d'euros,,. Il porte le numéro 11 sous ses nouvelles couleurs. Le 20 septembre 2016, il inscrit ses premiers buts avec le club toulousain en marquant un doublé contre le LOSC Lille. Il offre ainsi la victoire à son équipe. Le 10 décembre 2016, il inscrit son premier triplé en Ligue 1 à l'occasion de la seizième journée contre le FC Lorient et permet ainsi à son équipe d'emporter le match 3 buts à 2.
En mai 2018, il est sélectionné par Janne Andersson pour disputer la Coupe du Monde 2018 en Russie. Il y disputera tous le matchs de la Suède. Face à l'Allemagne, Toivonen parvient à lober Manuel Neuer sur une passe décisive de Viktor Claesson, mais ce but n'empêchera la défaite de son équipe (1-2). La Suède terminera tout de même première du groupe F avec six points. Toivonen contribue à la victoire de son équipe en huitièmes de finale face à la Suisse en délivrant une passe décisive pour Emil Forsberg. Son équipe s'inclinera finalement en quarts de finale face à l'Angleterre sur le score de 0-2.

### Melbourne Victory (2018-2020)
Le 31 août 2018, Ola Toivonen est transféré au Melbourne Victory, avec lequel il signe un contrat de deux ans. Il y dispute son premier match le 11 novembre face aux Central Coast Mariners, en rentrant en jeu pour Terry Antonis, et inscrit son premier but lors du match suivant face au Sydney FC. Toivonen forme l'attaque de Melbourne aux côtés de Kosta Barbarouses, les deux joueurs inscrivant respectivement 13 et 14 buts en A-League. Le duo amènera Melbourne jusqu'en demi-finale de la phase finale de la compétition, mais ne pourra empêcher l'écrasante défaite du club face au Sydney FC (1-6), malgré un but de Toivonen à la 90e minute. Il est nommé capitaine d'équipe à l'été 2019 à la suite du départ de l'ancien capitaine Carl Valeri.
Arrivant en fin de contrat à la fin de la saison 2019-2020, Ola Toivonen décide de ne pas continuer l'aventure au Melbourne Victory afin de retourner, lui et sa famille, en Europe.

### Malmö FF (depuis 2020)
Le 8 juin 2020, le club suédois du Malmö FF annonce son arrivée, libre de tout contrat. Ola Toivonen rejoint alors un club qu'il a quitté 11 ans plus tôt. Il joue son premier match depuis son retour le 5 juillet 2020 contre l'IF Elfsborg, en championnat. Il entre en jeu à la place de Guillermo Molins et son équipe s'incline (1-0).
Toivonen met un terme à sa carrière professionnelle à l'issue de la saison 2022. Il est alors âgé de 36 ans.

## Style de jeu

### Positionnement
Sur le terrain, durant sa carrière, Ola Toivonen est aligné par ses différents entraîneurs aux postes de milieu de terrain offensif ou d'attaquant. Dès ses débuts, c'est le cas à l'Örgryte IS, où Zoran Lukić (en) choisit de le placer comme milieu offensif. Il prend un rôle d'électron libre, dans un 4-3-3 où il vient se placer entre le milieu et la défense adverse, derrière Boyd Mwila (en), Ivica Skiljo (sv) et Clifford Mulenga. Lors de sa première saison au Malmö FF, il lui arrive de jouer sur l'aile gauche, le poste de meneur étant alors confié à Yksel Osmanovski,. Licencié en fin de saison, son entraîneur Sören Åkeby (en) est critiqué par la presse pour ne pas avoir su adapter son schéma tactique aux joueurs mis à sa disposition, et notamment à un Toivonen n'ayant pas réussi à trouver sa place.
Successeur d'Åkeby, Roland Nilsson fixe Toivonen dans l'axe, au poste de meneur derrière l'avant-centre (Jeffrey Aubynn ou Edward Ofere (en)), au sommet d'un triangle au milieu où il est associé à Daniel Andersson et Labinot Harbuzi,. Il fait alors office de second attaquant, un poste où sa carrière explose. Au PSV Eindhoven, il fait le plus souvent partie d'un milieu à trois, dans une position axiale avancée, soit dans un schéma de jeu offensif avec Orlando Engelaar et Ibrahim Afellay à ses côtés, où plus défensif avec Kevin Strootman et Georginio Wijnaldum ou Mark van Bommel derrière lui. Dans ce dernier cas de figure, il n'a pas l'obligation de défendre : « ils faisaient le travail défensif et me donnaient le ballon pour que je le distribue aux autres joueurs », explique-t-il en 2014. Il est également parfois aligné au poste d'avant-centre, ou même comme milieu relayeur droit, aux côtés d'Engelaar et d'Atiba Hutchinson, toutefois sans grande réussite. À son arrivée au Stade rennais, Philippe Montanier en fait son titulaire au poste d'avant-centre, malgré le fait qu'il ne soit pas un joueur de profondeur, et que l'intéressé se considère lui-même davantage comme milieu de terrain offensif, préférant « jouer hors de la surface avec [ses] coéquipiers »,.
En équipe de Suède, le positionnement de Toivonen est également souvent sujet à changement, notamment selon le schéma de jeu utilisé, à un ou deux attaquants, et selon la présence de Zlatan Ibrahimović. Lorsque ce dernier est présent, Toivonen peut occuper le poste d'avant-centre, ou celui de deuxième attaquant, décrochant pour davantage participer au jeu, et lancer ses coéquipiers sur les ailes,. Mais Erik Hamrén choisit parfois de l'aligner côté gauche, comme lors de l'Euro 2012, dans un système en 4-2-3-1, ou dans l'axe du milieu de terrain, à la pointe d'un triangle.

### Caractéristiques et personnalité

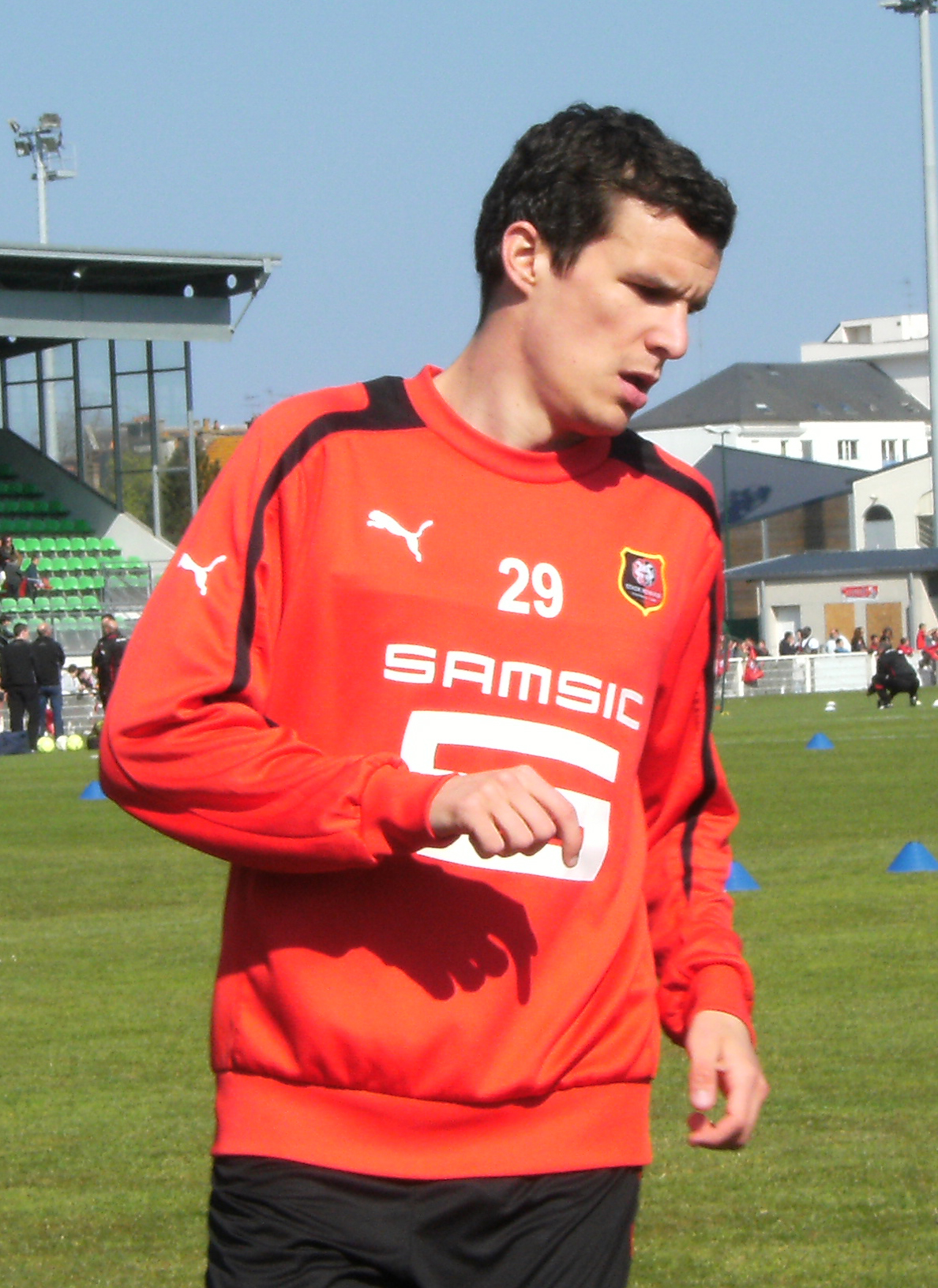
Romain Danzé : On sait que quand on lui donne le ballon, il ne va pas en faire n’importe quoi.

Les principales qualités d'Ola Toivonen sur un terrain de football sont la qualité de sa frappe de balle, son jeu de tête, son sens du placement et son intelligence tactique. À son arrivée au Stade rennais, il est perçu comme un attaquant élégant et efficace. Selon son entraîneur, Philippe Montanier, c'est « un finisseur avec qui on peut jouer en appui, qui participe beaucoup au jeu, agile techniquement malgré sa grande taille ». Coéquipier de Toivonen à Rennes, Romain Danzé explique pour sa part que « c'est un joueur fin et intelligent, très propre techniquement. On sait que quand on lui donne le ballon, il ne va pas en faire n’importe quoi. Pour ça, il est vraiment impressionnant », et ajoute qu'« il a cette capacité à se mettre dans des positions idéales à chaque fois pour faire la frappe qu’il faut et faire mal au gardien adverse ». Ancien joueur et entraîneur du Stade rennais, Raymond Keruzoré juge pour sa part que Toivonen « est un très bon joueur, capable de mobiliser la charnière centrale adverse, un très bon remiseur aussi du pied et de la tête, et qui montre beaucoup de vista dans ses décrochages. Sans oublier que devant le but, il est très fort. Ce n'est pas à proprement parler un finisseur, mais il surgit souvent là où on ne l'attend pas. ». Patrice Garande, entraîneur du Stade Malherbe de Caen qui l'affronte en Ligue 1, le qualifie d'« extraterrestre » ajoutant que « c'est un élément clé du système, très fort dos au but, techniquement très adroit face à la cage ».
Journaliste pour le quotidien suédois Expressen, Mathias Lühr est plus nuancé : « Ola est un joueur très talentueux. Mais c'est un joueur d'humeur. Dans ses jours avec, il est terrifiant. Mais quand il est dans un jour sans, on dirait qu'il s'en fout », explique-t-il en mars 2014. Durant les derniers mois de son passage au PSV Eindhoven, la presse néerlandaise le dépeint comme arrogant et antipathique. Une description que son coéquipier Zlatan Ibrahimović réfute, estimant que Toivonen est une personne humble, presque timide, alors que l'intéressé avoue qu'il « n'aime pas trop parler » face aux médias et qu'il « n'en éprouve pas le besoin ». Coéquipier de Toivonen au PSV, Jérémie Bréchet appuie la description en affirmant que le Suédois est « un bon mec, facile à vivre ». Par ailleurs, Sylvain Armand, qui côtoie Ibrahimović au Paris Saint-Germain puis Toivonen à Rennes, compare ce dernier à son compatriote pour « sa hargne, son côté compétiteur, sa manière de toujours vouloir le ballon », un meneur qui « gueule » sur ses coéquipiers pour les pousser à la victoire, selon Jean II Makoun. « J'aime gagner et j'essaie d'y parvenir autant que possible », avoue lui-même Toivonen, alors que Philippe Montanier complète : « Il ne faut pas l'imaginer debout sur la table quand il dit quelques mots, tu sens qu'il y a du répondant et qu'il a confiance en lui. Et plutôt de dire qu'il les engueule, je dirais qu'il stimule ses coéquipiers ». « C'est une personnalité forte qui a une grande influence sur les autres joueurs en match et à l'entraînement », ajoute Anders Konradsen, son coéquipier au Stade rennais.

### Excès d'engagement

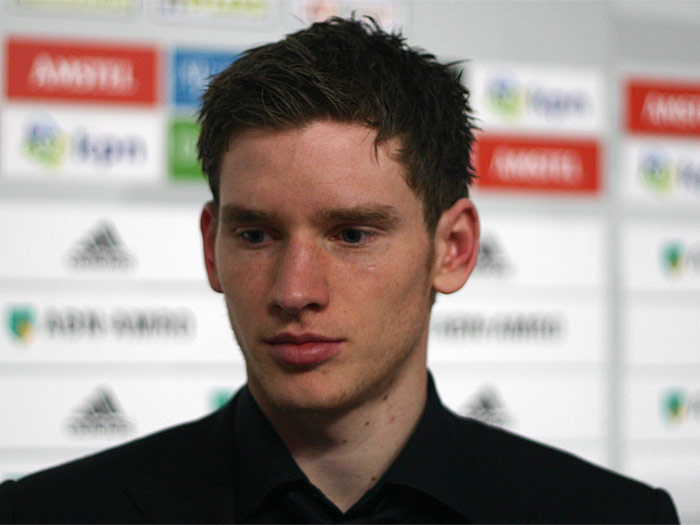
En 2011, Toivonen est suspendu pour quatre matchs après avoir adressé un coup de coude à Jan Vertonghen.

Doté d'un physique solide, mesurant 1,89 m, Ola Toivonen est également connu pour ses excès d'engagement, commettant quelques gestes répréhensibles durant sa carrière. Dès ses débuts en Suède, au Degerfors IF, il se fait remarquer de la sorte : en 2005, lors d'un match contre l'Östers IF, il percute de plein fouet le gardien de l'équipe adverse, Björn Stringheim (en), qui vient de se saisir du ballon. Son adversaire est victime d'une commotion cérébrale. Toivonen plaide alors un geste involontaire, tandis que l'entraîneur adverse, Lars Jacobsson (en), l'accuse du contraire. Passé à l'Örgryte IS, il fait parfois preuve de nervosité, et récolte ainsi des avertissements inutiles. Enfin, en août 2008, lors d'un match contre le Trelleborgs FF avec Malmö, il est accusé d'avoir donné des coups de coude à ses adversaires Rasmus Bengtsson et Jonas Bjurström (en), puis d'avoir exagéré un contact avec Magnus Andersson, provoquant une bagarre avec l'équipe adverse.
Transféré au PSV Eindhoven en 2009, sa première demi-saison aux Pays-Bas est marquée par une expulsion contre le FC Volendam, là aussi à la suite d'un coup de coude sur un adversaire, qui lui vaut trois matchs de suspension. Deux ans plus tard, en février 2011, lors d'un match contre l'Ajax Amsterdam, il administre un coup de coude à Jan Vertonghen. Alors que ce geste n'est pas sanctionné par l'arbitre lors de la rencontre, il écope a posteriori d'une suspension de quatre matchs pour ce geste,. Une semaine auparavant, il s'était rendu coupable d'un mauvaise geste sur Nemanja Gudelj, du NAC Breda, s'essuyant les crampons sur lui avant de simuler une agression après que Gudelj ait réagi en le poussant, provoquant l'expulsion de son adversaire. Ce fait de jeu, ajouté au coup de coude donné à Vertonghen, vaut à Toivonen de fortes critiques dans la presse néerlandaise,. En 2014, lors de son deuxième match avec le Stade rennais contre l'Olympique lyonnais, il est à son tour victime d'un coup de coude de Milan Biševac, qui récolte deux matchs de suspension quelques jours plus tard. Biševac se justifie néanmoins en accusant le Suédois de lui avoir donné plusieurs coups de coude auparavant, durant la rencontre,,. Quelques mois plus tard, Toivonen juge néanmoins s'être assagi au fil du temps : « Dans mes jeunes années, j'avais beaucoup d'énergie. En vieillissant, vous êtes plus mature sur le terrain ».

## Aspects extra-sportifs

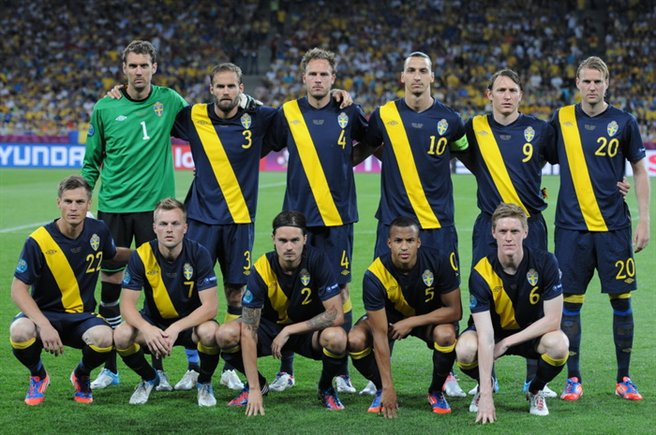
Match confrontant la Suède et l’Ukraine en 2011 qui s’est terminé avec le score de 2-1 pour la Suède.

### Vie privée
À l'âge de seize ans, Ola Toivonen rencontre Emma Herbring (sv). Joueuse de football, elle évolue comme lui dans les équipes nationales suédoises chez les jeunes, cumulant trente sélections au poste de défenseur. Durant sa carrière sportive, elle évolue successivement au Malmö FF, au Jitex BK (en) et au KIF Örebro DFF. En 2007, alors qu'Ola rejoint Malmö, Emma cherche à l'y rejoindre, poussant le Jitex à demander une indemnité de transfert.
En 2008, Emma Herbring abandonne le football pour poursuivre des études d'ingénieur. Lorsque Ola Toivonen part jouer à Eindhoven, elle le suit et y donne des cours à l'école internationale. En 2011, le couple débourse 3,6 millions de couronnes pour s'offrir une maison sur les rives du lac Möckeln, dans le Sud de la Suède,. En 2012, Ola Toivonen et Emma Herbring deviennent les parents d'une petite fille.

### Agents
Alors qu'il commence sa carrière en Suède, Ola Toivonen prend l'ancien international Martin Dahlin comme agent. Celui-ci gère les intérêts du joueur, et notamment ses différents transferts, à Örgryte, à Malmö, puis au PSV Eindhoven. À l'été 2013, alors que le PSV pousse Toivonen vers un transfert à Norwich City qu'il refuse, le joueur décide de s'adjoindre les services de l'agent néerlandais Mino Raiola, qui gère notamment les intérêts de son coéquipier en équipe de Suède Zlatan Ibrahimović. Raiola gère ainsi le transfert de Toivonen au Stade rennais en janvier 2014.

### Sponsors et rémunération
À son arrivée au Malmö FF, Ola Toivonen touche un salaire mensuel de 240 000 couronnes, correspondant à 25 % de la somme que le Jitex BK (en) demande pour le transfert d'Emma Herbring (sv). Au PSV Eindhoven, après le renouvellement de son contrat en 2011 son salaire atteint la somme de 900 000 euros par an (soit 75 000 euros par mois). Un montant qui en fait l'un des éléments les mieux payés de l'effectif du club néerlandais, ce dernier ayant fixé à ses joueurs un salaire annuel maximum de 1 million d'euros par an. La volonté de ne pas dépasser ce plafond est avancée par Philip Cocu pour expliquer les velléités de départ de Toivonen.
Par ailleurs, l'équipementier d'Ola Toivonen est la firme allemande Adidas, qui fournit également en produits l'équipe de Suède. Le joueur tourne ainsi en 2011 et 2013 plusieurs spots publicitaires en suédois pour promouvoir cette marque,. En 2012, il participe également, en compagnie de Sebastian Larsson, à une campagne de publicité pour Brothers, une marque de vêtements suédoise.

## Palmarès et statistiques

### Palmarès
N'ayant remporté aucun titre collectif en Suède, Ola Toivonen doit attendre son passage au PSV Eindhoven pour inaugurer son palmarès. Avec les Boeren, il remporte la Coupe des Pays-Bas en 2012, et est finaliste de cette même compétition en 2013. Au titre de vainqueur de la coupe en 2012, le PSV participe quelques mois plus tard à la Supercoupe des Pays-Bas, et l'emporte à nouveau. Lors de ces deux titres acquis par le PSV, Ola Toivonen marque un, puis deux buts.
Sur le plan individuel, il est élu révélation de l'année 2006 en Suède. En 2010, il est nommé pour le titre de meilleur joueur suédois de l'année, mais est devancé par Zlatan Ibrahimović,.

### Statistiques par saison
Le tableau suivant détaille les statistiques d'Ola Toivonen durant sa carrière professionnelle,.
| Saison                | Club                  | Championnat           | Championnat | Championnat | Championnat | Coupe(s) nationale(s) | Coupe(s) nationale(s) | Coupe(s) nationale(s) | Supercoupe | Supercoupe | Supercoupe | Compétition(s) continentale(s) | Compétition(s) continentale(s) | Compétition(s) continentale(s) | Compétition(s) continentale(s) | Suède | Suède | Suède | Total | Total | Total |
| Saison                | Club                  | Division              | M.          | B.          | P.d.        | M.                    | B.                    | P.d.                  | M.         | B.         | P.d.       | Comp.                          | M.                             | B.                             | P.d.                           | M.    | B.    | P.d.  | M.    | B.    | P.d.  |
| 2003                  | Degerfors IF          | D3                    | 2           | 0           | 0           | -                     | -                     | -                     | -          | -          | -          | -                              | -                              | -                              | -                              | -     | -     | -     | 2     | 0     | 0     |
| 2004                  | Degerfors IF          | D3                    | 12          | 3           | 0           | -                     | -                     | -                     | -          | -          | -          | -                              | -                              | -                              | -                              | -     | -     | -     | 12    | 3     | 0     |
| 2005                  | Degerfors IF          | D2                    | 27          | 5           | 0           | -                     | -                     | -                     | -          | -          | -          | -                              | -                              | -                              | -                              | -     | -     | -     | 27    | 5     | 0     |
| Sous-total            | Sous-total            | Sous-total            | 41          | 8           | 0           | -                     | -                     | -                     | -          | -          | -          | -                              | -                              | -                              | -                              | -     | -     | -     | 41    | 8     | 0     |
| 2006                  | Örgryte IS            | D1                    | 25          | 6           | 2           | -                     | -                     | -                     | -          | -          | -          | -                              | -                              | -                              | -                              | -     | -     | -     | 25    | 6     | 2     |
| Sous-total            | Sous-total            | Sous-total            | 25          | 6           | 2           | -                     | -                     | -                     | -          | -          | -          | -                              | -                              | -                              | -                              | -     | -     | -     | 25    | 6     | 2     |
| 2007                  | Malmö FF              | D1                    | 24          | 3           | 3           | -                     | -                     | -                     | -          | -          | -          | -                              | -                              | -                              | -                              | 2     | 0     | 0     | 26    | 3     | 3     |
| 2008                  | Malmö FF              | D1                    | 27          | 14          | 6           | -                     | -                     | -                     | -          | -          | -          | -                              | -                              | -                              | -                              | -     | -     | -     | 27    | 14    | 6     |
| Sous-total            | Sous-total            | Sous-total            | 51          | 17          | 9           | -                     | -                     | -                     | -          | -          | -          | -                              | -                              | -                              | -                              | 2     | 0     | 0     | 53    | 17    | 9     |
| 2008-2009             | PSV Eindhoven         | D1                    | 14          | 6           | 3           | -                     | -                     | -                     | -          | -          | -          | -                              | -                              | -                              | -                              | -     | -     | -     | 14    | 6     | 3     |
| 2009-2010             | PSV Eindhoven         | D1                    | 33          | 13          | 4           | 4                     | 0                     | 0                     | -          | -          | -          | C3                             | 12                             | 1                              | 0                              | 5     | 1     | 1     | 54    | 15    | 5     |
| 2010-2011             | PSV Eindhoven         | D1                    | 28          | 15          | 7           | 2                     | 1                     | 0                     | -          | -          | -          | C3                             | 12                             | 4                              | 0                              | 8     | 2     | 1     | 50    | 22    | 8     |
| 2011-2012             | PSV Eindhoven         | D1                    | 33          | 18          | 2           | 4                     | 2                     | 1                     | -          | -          | -          | C3                             | 12                             | 6                              | 0                              | 11    | 3     | 1     | 60    | 29    | 4     |
| 2012-2013             | PSV Eindhoven         | D1                    | 17          | 7           | 2           | 1                     | 0                     | 0                     | 1          | 2          | 0          | C3                             | 3                              | 1                              | 2                              | 8     | 0     | 1     | 30    | 10    | 5     |
| 2013-2014             | PSV Eindhoven         | D1                    | 14          | 1           | 2           | 2                     | 0                     | 0                     | -          | -          | -          | C1+C3                          | 1+6                            | 0+1                            | 0                              | 1     | 0     | 0     | 24    | 2     | 2     |
| Sous-total            | Sous-total            | Sous-total            | 139         | 60          | 20          | 13                    | 3                     | 1                     | 1          | 2          | 0          | -                              | 46                             | 13                             | 2                              | 33    | 6     | 4     | 232   | 84    | 27    |
| 2013-2014             | Stade rennais FC      | L1                    | 15          | 7           | 1           | 3                     | 1                     | 1                     | -          | -          | -          | -                              | -                              | -                              | -                              | 3     | 1     | 0     | 21    | 9     | 2     |
| 2014-2015             | Stade rennais FC      | L1                    | 30          | 7           | 1           | 5                     | 0                     | 0                     | -          | -          | -          | -                              | -                              | -                              | -                              | 5     | 2     | 0     | 40    | 9     | 1     |
| 2015-2016             | Stade rennais FC      | L1                    | 1           | 0           | 0           | 0                     | 0                     | 0                     | -          | -          | -          | -                              | -                              | -                              | -                              | 0     | 0     | 0     | 1     | 0     | 0     |
| Sous-total            | Sous-total            | Sous-total            | 46          | 14          | 2           | 8                     | 1                     | 1                     | -          | -          | -          | -                              | -                              | -                              | -                              | 8     | 3     | 0     | 62    | 18    | 3     |
| 2015-2016             | Sunderland AFC (prêt) | D1                    | 12          | 0           | 2           | 2                     | 1                     | 0                     | -          | -          | -          | -                              | -                              | -                              | -                              | 2     | 0     | 0     | 16    | 1     | 2     |
| Sous-total            | Sous-total            | Sous-total            | 12          | 0           | 2           | 2                     | 1                     | 0                     | -          | -          | -          | -                              | -                              | -                              | -                              | 2     | 0     | 0     | 16    | 1     | 2     |
| 2016-2017             | Toulouse FC           | L1                    | 35          | 7           | 2           | 3                     | 0                     | 0                     | -          | -          | -          | -                              | -                              | -                              | -                              | 5     | 2     | 0     | 43    | 9     | 2     |
| 2017-2018             | Toulouse FC           | L1                    | 23          | 0           | 0           | 5                     | 2                     | 0                     | -          | -          | -          | -                              | -                              | -                              | -                              | 14    | 3     | 3     | 42    | 5     | 3     |
| Sous-total            | Sous-total            | Sous-total            | 58          | 7           | 2           | 8                     | 2                     | 0                     | -          | -          | -          | -                              | -                              | -                              | -                              | 19    | 5     | 3     | 85    | 14    | 5     |
| 2019-2019             | Melbourne Victory     | D1                    | 22          | 15          | 4           | 1                     | 0                     | 0                     | -          | -          | -          | AFC                            | 4                              | 2                              | 0                              | 0     | 0     | 0     | 27    | 17    | 4     |
| 2020-2020             | Melbourne Victory     | D1                    | 18          | 10          | 1           | -                     | -                     | -                     | -          | -          | -          | AFC                            | 4                              | 2                              | 1                              | 0     | 0     | 0     | 22    | 12    | 2     |
| Sous-total            | Sous-total            | Sous-total            | 40          | 25          | 5           | 1                     | 0                     | 0                     | -          | -          | -          | -                              | 8                              | 4                              | 1                              | 0     | 0     | 0     | 49    | 29    | 6     |
| 2020                  | Malmö FF              | D1                    | 21          | 8           | 6           | 2                     | 1                     | -                     | -          | -          | -          | C3                             | 2                              | 1                              | 0                              | -     | -     | -     | 25    | 10    | 6     |
| 2021                  | Malmö FF              | D1                    | 8           | 0           | 0           | 3                     | 1                     | -                     | -          | -          | -          | -                              | -                              | -                              | -                              | -     | -     | -     | 11    | 1     | 0     |
| Sous-total            | Sous-total            | Sous-total            | 29          | 8           | 6           | 5                     | 2                     | 0                     | -          | -          | -          | -                              | 2                              | 1                              | 0                              | 0     | 0     | 0     | 36    | 11    | 6     |
| Total sur la carrière | Total sur la carrière | Total sur la carrière | 441         | 145         | 48          | 37                    | 9                     | 2                     | 1          | 2          | 0          | -                              | 56                             | 18                             | 3                              | 64    | 14    | 7     | 599   | 188   | 60    |

### Buts internationaux
Le tableau suivant liste les buts marqués par Ola Toivonen avec l'équipe de Suède.
| #   | Date            | Lieu                    | Adversaire         | Score | Résultat | Compétition                       |
| --- | --------------- | ----------------------- | ------------------ | ----- | -------- | --------------------------------- |
| 1.  | 29 mai 2010     | Råsunda, Solna          | Bosnie-Herzégovine | 1–0   | 4-2      | Amical                            |
| 2.  | 11 août 2010    | Råsunda, Solna          | Écosse             | 3–0   | 3-0      | Amical                            |
| 3.  | 3 juin 2011     | Stade Zimbru, Chișinău  | Moldavie           | 1–0   | 4-1      | Qualifications Euro 2012          |
| 4.  | 11 octobre 2011 | Råsunda, Solna          | Pays-Bas           | 3–2   | 3-2      | Qualifications Euro 2012          |
| 5.  | 30 mai 2012     | Gamla Ullevi, Göteborg  | Islande            | 2–0   | 3-2      | Match amical                      |
| 6.  | 5 juin 2012     | Råsunda, Solna          | Serbie             | 1–0   | 2-1      | Match amical                      |
| 7.  | 5 mars 2014     | Stade du 19-Mai, Ankara | Turquie            | 1–1   | 1-2      | Match amical                      |
| 8.  | 9 octobre 2014  | Friends Arena, Solna    | Russie             | 1–1   | 1-1      | Qualifications Euro 2016          |
| 9.  | 31 mars 2015    | Friends Arena, Solna    | Iran               | 3-1   | 3-1      | Match amical                      |
| 10. | 10 octobre 2016 | Friends Arena, Solna    | Bulgarie           | 1-0   | 3-0      | Éliminatoires Coupe du monde 2018 |
| 11. | 9 juin 2017     | Friends Arena, Solna    | France             | 2-1   | 2-1      | Éliminatoires Coupe du monde 2018 |
| 12. | 7 octobre 2017  | Friends Arena, Solna    | Luxembourg         | 8-0   | 8-0      | Éliminatoires Coupe du monde 2018 |
| 13. | 24 mars 2018    | Friends Arena, Solna    | Chili              | 1-1   | 1-2      | Match amical                      |
| 14. | 23 juin 2018    | Stade Ficht, Sotchi     | Allemagne          | 1-0   | 1-2      | Coupe du monde 2018               |